# 苅田北九州空港インターチェンジ
苅田北九州空港インターチェンジ（かんだきたきゅうしゅうくうこうインターチェンジ）は、福岡県京都郡苅田町にある東九州自動車道のインターチェンジである。
北九州空港開港前の2006年（平成18年）2月26日に供用開始され、東九州道の福岡県内初のインターチェンジとなった。その後、当IC - 行橋IC間が2014年（平成26年）3月23日に開通した。

## 歴史
- 2006年（平成18年）2月26日：北九州JCT - 苅田北九州空港IC間開通に伴い、供用開始[2]。
- 2010年（平成22年）11月2日：苅田北九州空港IC - 豊津IC（現・みやこ豊津IC）間の一部について国土交通相より土地収用法に基づく事業認定が公示[3]。
- 2014年（平成26年）
  - 2月16日：苅田北九州空港IC - 行橋IC間の開通記念マラソンを開催[4][5][6][7]。
  - 3月23日：苅田北九州空港IC - 行橋IC間開通[1]。

## 周辺
苅田町の市街地からやや離れた場所に位置する。
- 北九州空港
- 苅田港
- ヤマト運輸小倉朽網営業所
- 佐川急便苅田営業所

## 接続する道路
- 直接接続
  - 福岡県道245号新北九州空港線（新北九州空港連絡道路）

- 間接接続
  - 国道10号：当ICからの直接出入りは不可で、県道25号門司行橋線 等を経由する必要がある。
  - 福岡県道25号門司行橋線

## 料金所
- ブース数：6

### 入口
- ブース数：2
  - ETC専用：1
  - ETC/一般：1

### 出口
- ブース数：4
  - ETC専用：2
  - 一般：2

## 隣
E10 東九州自動車道
(2-1) 北九州JCT - (1) 苅田北九州空港IC - (2) 行橋IC
新北九州空港道路
(1) 苅田北九州空港IC - 北九州空港